# Bundestagswahlkreis Frankenthal
Der Bundestagswahlkreis Frankenthal war von 1965 bis 2002 ein Wahlkreis in Rheinland-Pfalz. Er umfasste zuletzt die kreisfreie Stadt Frankenthal (Pfalz), den Donnersbergkreis, vom Landkreis Ludwigshafen die Gemeinde Bobenheim-Roxheim sowie die Verbandsgemeinden Lambsheim-Heßheim und Maxdorf und vom Landkreis Bad Dürkheim die Gemeinde Grünstadt sowie die Verbandsgemeinden Grünstadt-Land und Hettenleidelheim.
Nach der Auflösung des Wahlkreises Frankenthal wurde sein Gebiet zur Bundestagswahl 2002 auf die Wahlkreise Ludwigshafen/Frankenthal, Neustadt – Speyer und Kaiserslautern aufgeteilt. Der Wahlkreis wurde stets von Kandidaten der SPD gewonnen, zuletzt von Gustav Herzog.

## Wahlkreissieger
| Jahr | Name          | Partei | Erststimmen |
| ---- | ------------- | ------ | ----------- |
| 1998 | Gustav Herzog | SPD    | 47,5 %      |
| 1994 | Horst Sielaff | SPD    | 44,5 %      |
| 1990 | Horst Sielaff | SPD    | 43,5 %      |
| 1987 | Horst Sielaff | SPD    | 45,5 %      |
| 1983 | Horst Sielaff | SPD    | 49,9 %      |
| 1980 | Horst Sielaff | SPD    | 50,7 %      |
| 1976 | Rudolf Kaffka | SPD    | 49,5 %      |
| 1972 | Rudolf Kaffka | SPD    | 57,1 %      |
| 1969 | Rudolf Kaffka | SPD    | 49,9 %      |
| 1965 | Rudolf Kaffka | SPD    | 48,2 %      |

## Wahlkreisgeschichte
| Wahl      | Wahlkreisname   | Gebiet |
| --------- | --------------- | --- |
| 1965–1969 | 158 Frankenthal | Stadt Frankenthal (Pfalz), Landkreis Frankenthal (Pfalz), Landkreis Rockenhausen, Landkreis Kirchheimbolanden |
| 1972–1976 | 158 Frankenthal | Stadt Frankenthal (Pfalz), Donnersbergkreis, vom Landkreis Ludwigshafen die Gemeinden Bobenheim-Roxheim und Lambsheim sowie die Verbandsgemeinden Heßheim und Maxdorf und vom Landkreis Bad Dürkheim die Gemeinde Grünstadt sowie die Verbandsgemeinden Grünstadt-Land und Hettenleidelheim |
| 1980–1998 | 156 Frankenthal | Stadt Frankenthal (Pfalz), Donnersbergkreis, vom Landkreis Ludwigshafen die Gemeinden Bobenheim-Roxheim und Lambsheim sowie die Verbandsgemeinden Heßheim und Maxdorf und vom Landkreis Bad Dürkheim die Gemeinde Grünstadt sowie die Verbandsgemeinden Grünstadt-Land und Hettenleidelheim |

## Wahlergebnisse

### Bundestagswahl 1998
| Kandidaten                     | Kandidaten                 | Parteien/Listen     | Erststimmen | Erststimmen | Zweitstimmen | Zweitstimmen |
| Kandidaten                     | Kandidaten                 | Parteien/Listen     | Stimmen     | %           | Stimmen      | %            |
| ------------------------------ | -------------------------- | ------------------- | ----------- | ----------- | ------------ | ------------ |
|                                | Maria Böhmer               | CDU                 | 51.007      | 39,5        | 45.960       | 35,4         |
|                                | Gustav Herzoggewählt im WK | SPD                 | 61.407      | 47,5        | 58.061       | 44,8         |
|                                | Michael Kopietz            | F.D.P.              | 4.241       | 3,3         | 8.559        | 6,6          |
|                                | Steffi Ober                | GRÜNE               | 6.344       | 4,9         | 7.047        | 5,4          |
|                                | −                          | PDS                 | –           | –           | 1.304        | 1,0          |
|                                | −                          | BFB – Die Offensive | –           | –           | 350          | 0,3          |
|                                | −                          | DVU                 | –           | –           | 1.090        | 0,8          |
|                                | –                          | GRAUE               | –           | –           | 319          | 0,2          |
|                                | Monika Franger             | REP                 | 5.207       | 4,0         | 4.099        | 3,2          |
|                                | –                          | Die Frauen          | –           | –           | 146          | 0,1          |
|                                | –                          | Pro DM              | –           | –           | 1.040        | 0,8          |
|                                | –                          | Tierschutz          | –           | –           | 680          | 0,5          |
|                                | −                          | NPD                 | –           | –           | 369          | 0,3          |
|                                | Klaus Volkamer             | Naturgesetz         | 1.066       | 0,8         | 325          | 0,3          |
|                                | –                          | ödp                 | –           | –           | 120          | 0,1          |
|                                | −                          | PBC                 | –           | –           | 274          | 0,2          |
| Gesamt                         | Gesamt                     | Gesamt              | 129.272     | 100         | 129.743      | 100          |
|                                |                            |                     |             |             |              |              |
| Ungültige Stimmen              | Ungültige Stimmen          | Ungültige Stimmen   | 2.442       | 1,9         | 1.971        | 1,5          |
| Wähler                         | Wähler                     | Wähler              | 131.714     | 85,2        | 131.714      | 85,2         |
| Wahlberechtigte                | Wahlberechtigte            | Wahlberechtigte     | 154.614     |             | 154.614      |              |
|                                |                            |                     |             |             |              |              |
| Quellen: Der Bundeswahlleiter, |                            |                     |             |             |              |              |

### Bundestagswahl 1994
| Kandidaten                     | Kandidaten                 | Parteien/Listen   | Erststimmen | Erststimmen | Zweitstimmen | Zweitstimmen |
| Kandidaten                     | Kandidaten                 | Parteien/Listen   | Stimmen     | %           | Stimmen      | %            |
| ------------------------------ | -------------------------- | ----------------- | ----------- | ----------- | ------------ | ------------ |
|                                | −                          | CDU               | 52.803      | 42,4        | 49.601       | 39,7         |
|                                | Horst Sielaffgewählt im WK | SPD               | 55.378      | 44,5        | 53.911       | 43,2         |
|                                | –                          | F.D.P.            | 4.018       | 3,2         | 8.246        | 6,6          |
|                                | –                          | GRÜNE             | 7.586       | 6,1         | 7.555        | 6,0          |
|                                | –                          | PDS               | –           | –           | 740          | 0,6          |
|                                | –                          | REP               | 3.649       | 2,9         | 3.384        | 2,7          |
|                                | –                          | GRAUE             | –           | –           | 455          | 0,4          |
|                                | –                          | Naturgesetz       | 696         | 0,6         | 392          | 0,3          |
|                                | –                          | MLPD              | –           | –           | 13           | 0,0          |
|                                | –                          | ÖDP               | –           | –           | 284          | 0,2          |
|                                | –                          | PBC               | 405         | 0,3         | –            | –            |
|                                | –                          | Statt             | –           | –           | 315          | 0,3          |
| Gesamt                         | Gesamt                     | Gesamt            | 124.535     | 100         | 124.896      | 100          |
|                                |                            |                   |             |             |              |              |
| Ungültige Stimmen              | Ungültige Stimmen          | Ungültige Stimmen | 2.166       | 1,7         | 1.805        | 1,4          |
| Wähler                         | Wähler                     | Wähler            | 126.701     | 83,6        | 126.701      | 83,6         |
| Wahlberechtigte                | Wahlberechtigte            | Wahlberechtigte   | 151.581     |             | 151.581      |              |
|                                |                            |                   |             |             |              |              |
| Quellen: Der Bundeswahlleiter, |                            |                   |             |             |              |              |

### Bundestagswahl 1990
| Kandidaten                     | Kandidaten                 | Parteien/Listen   | Erststimmen | Erststimmen | Zweitstimmen | Zweitstimmen |
| Kandidaten                     | Kandidaten                 | Parteien/Listen   | Stimmen     | %           | Stimmen      | %            |
| ------------------------------ | -------------------------- | ----------------- | ----------- | ----------- | ------------ | ------------ |
|                                | −                          | CDU               | 49.887      | 41,3        | 49.967       | 41,2         |
|                                | Horst Sielaffgewählt im WK | SPD               | 52.514      | 43,5        | 48.890       | 40,3         |
|                                | −                          | FDP               | 8.318       | 6,9         | 12.370       | 10,2         |
|                                | −                          | Die Grünen        | 5.737       | 4,8         | 4.888        | 4,0          |
|                                | −                          | PDS               | –           | –           | 243          | 0,2          |
|                                | −                          | CM                | –           | –           | 164          | 0,1          |
|                                | −                          | Graue             | –           | –           | 948          | 0,8          |
|                                | −                          | REP               | 2.951       | 2,4         | 2.738        | 2,3          |
|                                | −                          | NPD               | 673         | 0,6         | 600          | 0,5          |
|                                | −                          | ÖDP               | 656         | 0,5         | 455          | 0,4          |
| Gesamt                         | Gesamt                     | Gesamt            | 120.736     | 100         | 121.263      | 100          |
|                                |                            |                   |             |             |              |              |
| Ungültige Stimmen              | Ungültige Stimmen          | Ungültige Stimmen | 2.494       | 2,0         | 1.967        | 1,6          |
| Wähler                         | Wähler                     | Wähler            | 123.230     | 83,2        | 123.230      | 83,2         |
| Wahlberechtigte                | Wahlberechtigte            | Wahlberechtigte   | 148.153     |             | 148.153      |              |
|                                |                            |                   |             |             |              |              |
| Quellen: Der Bundeswahlleiter, |                            |                   |             |             |              |              |

### Bundestagswahl 1987
| Kandidaten                     | Kandidaten                 | Parteien/Listen   | Erststimmen | Erststimmen | Zweitstimmen | Zweitstimmen |
| Kandidaten                     | Kandidaten                 | Parteien/Listen   | Stimmen     | %           | Stimmen      | %            |
| ------------------------------ | -------------------------- | ----------------- | ----------- | ----------- | ------------ | ------------ |
|                                | Horst Sielaffgewählt im WK | SPD               | 56.808      | 45,5        | 53.283       | 42,6         |
|                                | −                          | CDU               | 52.219      | 41,8        | 49.361       | 39,5         |
|                                | −                          | FDP               | 6.327       | 5,1         | 11.327       | 9,1          |
|                                | −                          | Die Grünen        | 7.169       | 5,7         | 9.029        | 7,2          |
|                                | −                          | MLPD              | –           | –           | 44           | 0,0          |
|                                | −                          | NPD               | 1.577       | 1,3         | 1.514        | 1,2          |
|                                | −                          | ÖDP               | –           | –           | 340          | 0,3          |
|                                | −                          | Patrioten         | 199         | 0,2         | 169          | 0,1          |
|                                | −                          | Einzelbewerber    | 503         | 0,4         | –            | –            |
| Gesamt                         | Gesamt                     | Gesamt            | 124.802     | 100         | 125.067      | 100          |
|                                |                            |                   |             |             |              |              |
| Ungültige Stimmen              | Ungültige Stimmen          | Ungültige Stimmen | 1.806       | 1,4         | 1.541        | 1,2          |
| Wähler                         | Wähler                     | Wähler            | 126.608     | 88,0        | 126.608      | 88,0         |
| Wahlberechtigte                | Wahlberechtigte            | Wahlberechtigte   | 143.934     |             | 143.934      |              |
|                                |                            |                   |             |             |              |              |
| Quellen: Der Bundeswahlleiter, |                            |                   |             |             |              |              |

### Bundestagswahl 1983
| Kandidaten                     | Kandidaten                 | Parteien/Listen   | Erststimmen | Erststimmen | Zweitstimmen | Zweitstimmen |
| Kandidaten                     | Kandidaten                 | Parteien/Listen   | Stimmen     | %           | Stimmen      | %            |
| ------------------------------ | -------------------------- | ----------------- | ----------- | ----------- | ------------ | ------------ |
|                                | Horst Sielaffgewählt im WK | SPD               | 61.855      | 49,9        | 56.709       | 45,3         |
|                                | −                          | CDU               | 56.168      | 45,3        | 52.974       | 42,3         |
|                                | −                          | FDP               | 4.883       | 3,9         | 8.880        | 7,1          |
|                                | −                          | Die Grünen        | –           | –           | 5.743        | 4,6          |
|                                | −                          | DKP               | 447         | 0,4         | 252          | 0,2          |
|                                | −                          | EAP               | –           | –           | 95           | 0,1          |
|                                | −                          | NPD               | 596         | 0,5         | 572          | 0,5          |
| Gesamt                         | Gesamt                     | Gesamt            | 123.949     | 100         | 125.225      | 100          |
|                                |                            |                   |             |             |              |              |
| Ungültige Stimmen              | Ungültige Stimmen          | Ungültige Stimmen | 3.631       | 2,8         | 2.355        | 1,8          |
| Wähler                         | Wähler                     | Wähler            | 127.580     | 91,2        | 127.580      | 91,2         |
| Wahlberechtigte                | Wahlberechtigte            | Wahlberechtigte   | 139.920     |             | 139.920      |              |
|                                |                            |                   |             |             |              |              |
| Quellen: Der Bundeswahlleiter, |                            |                   |             |             |              |              |

### Bundestagswahl 1980
| Kandidaten                     | Kandidaten                 | Parteien/Listen   | Erststimmen | Erststimmen | Zweitstimmen | Zweitstimmen |
| Kandidaten                     | Kandidaten                 | Parteien/Listen   | Stimmen     | %           | Stimmen      | %            |
| ------------------------------ | -------------------------- | ----------------- | ----------- | ----------- | ------------ | ------------ |
|                                | Horst Sielaffgewählt im WK | SPD               | 61.879      | 50,7        | 61.418       | 50,1         |
|                                | −                          | CDU               | 48.677      | 39,9        | 46.241       | 37,7         |
|                                | −                          | FDP               | 8.672       | 7,1         | 12.294       | 10,0         |
|                                | -                          | DKP               | 312         | 0,3         | 225          | 0,2          |
|                                | -                          | Die Grünen        | 2.416       | 2,0         | 1.732        | 1,4          |
|                                | -                          | EAP               | –           | –           | 35           | 0,0          |
|                                | -                          | KBW               | –           | –           | 19           | 0,0          |
|                                | −                          | NPD               | –           | –           | 496          | 0,4          |
|                                | -                          | V                 | –           | –           | 47           | 0,0          |
| Gesamt                         | Gesamt                     | Gesamt            | 121.956     | 100         | 122.507      | 100          |
|                                |                            |                   |             |             |              |              |
| Ungültige Stimmen              | Ungültige Stimmen          | Ungültige Stimmen | 2.137       | 1,7         | 1.586        | 1,3          |
| Wähler                         | Wähler                     | Wähler            | 124.093     | 91,0        | 124.093      | 91,0         |
| Wahlberechtigte                | Wahlberechtigte            | Wahlberechtigte   | 136.383     |             | 136.383      |              |
|                                |                            |                   |             |             |              |              |
| Quellen: Der Bundeswahlleiter, |                            |                   |             |             |              |              |

### Bundestagswahl 1976
| Kandidaten                     | Kandidaten        | Parteien/Listen   | Erststimmen | Erststimmen | Zweitstimmen | Zweitstimmen |
| Kandidaten                     | Kandidaten        | Parteien/Listen   | Stimmen     | %           | Stimmen      | %            |
| ------------------------------ | ----------------- | ----------------- | ----------- | ----------- | ------------ | ------------ |
|                                | −gewählt im WK    | SPD               | 58.786      | 49,5        | 59.462       | 49,9         |
|                                | −                 | CDU               | 49.359      | 41,6        | 48.937       | 41,1         |
|                                | −                 | FDP               | 8.499       | 7,2         | 9.048        | 7,6          |
|                                | −                 | DKP               | 595         | 0,5         | 372          | 0,3          |
|                                | −                 | EAP               | –           | –           | 33           | 0,0          |
|                                | −                 | KPD-AO            | –           | –           | 69           | 0,1          |
|                                | −                 | KBW               | –           | –           | 52           | 0,0          |
|                                | −                 | NPD               | 1.493       | 1,3         | 1.221        | 1,0          |
| Gesamt                         | Gesamt            | Gesamt            | 118.732     | 100         | 119.194      | 100          |
|                                |                   |                   |             |             |              |              |
| Ungültige Stimmen              | Ungültige Stimmen | Ungültige Stimmen | 1.537       | 1,3         | 1.075        | 0,9          |
| Wähler                         | Wähler            | Wähler            | 120.269     | 92,6        | 120.269      | 92,6         |
| Wahlberechtigte                | Wahlberechtigte   | Wahlberechtigte   | 129.934     |             | 129.934      |              |
|                                |                   |                   |             |             |              |              |
| Quellen: Der Bundeswahlleiter, |                   |                   |             |             |              |              |

### Bundestagswahl 1972
| Kandidaten                     | Kandidaten        | Parteien/Listen   | Erststimmen | Erststimmen | Zweitstimmen | Zweitstimmen |
| Kandidaten                     | Kandidaten        | Parteien/Listen   | Stimmen     | %           | Stimmen      | %            |
| ------------------------------ | ----------------- | ----------------- | ----------- | ----------- | ------------ | ------------ |
|                                | −gewählt im WK    | SPD               | 65.321      | 57,1        | 61.993       | 54,0         |
|                                | −                 | CDU               | 41.800      | 36,5        | 41.864       | 36,5         |
|                                | −                 | FDP               | 5.262       | 4,6         | 8.923        | 7,8          |
|                                | −                 | DKP               | 543         | 0,5         | 427          | 0,4          |
|                                | −                 | NPD               | 1.539       | 1,3         | 1.543        | 1,3          |
| Gesamt                         | Gesamt            | Gesamt            | 114.465     | 100         | 114.750      | 100          |
|                                |                   |                   |             |             |              |              |
| Ungültige Stimmen              | Ungültige Stimmen | Ungültige Stimmen | 1.804       | 1,6         | 1.519        | 1,3          |
| Wähler                         | Wähler            | Wähler            | 116.269     | 92,4        | 116.269      | 92,4         |
| Wahlberechtigte                | Wahlberechtigte   | Wahlberechtigte   | 125.811     |             | 125.811      |              |
|                                |                   |                   |             |             |              |              |
| Quellen: Der Bundeswahlleiter, |                   |                   |             |             |              |              |

### Bundestagswahl 1969
| Kandidaten                     | Kandidaten                 | Parteien/Listen   | Erststimmen | Erststimmen | Zweitstimmen | Zweitstimmen |
| Kandidaten                     | Kandidaten                 | Parteien/Listen   | Stimmen     | %           | Stimmen      | %            |
| ------------------------------ | -------------------------- | ----------------- | ----------- | ----------- | ------------ | ------------ |
|                                | Rudolf Kaffkagewählt im WK | SPD               | 50.613      | 49,9        | 49.297       | 48,4         |
|                                | Edwin Steinhauer           | CDU               | 37.209      | 36,7        | 37.623       | 37,0         |
|                                | Fritz Schneider            | FDP               | 5.394       | 5,3         | 6.037        | 5,9          |
|                                | Fritz May                  | NPD               | 7.816       | 7,7         | 8.392        | 8,2          |
|                                | Eugen Straub               | ADF               | 447         | 0,4         | 451          | 0,4          |
| Gesamt                         | Gesamt                     | Gesamt            | 101.479     | 100         | 101.800      | 100          |
|                                |                            |                   |             |             |              |              |
| Ungültige Stimmen              | Ungültige Stimmen          | Ungültige Stimmen | 2.452       | 2,4         | 2.131        | 2,1          |
| Wähler                         | Wähler                     | Wähler            | 103.931     | 87,7        | 103.931      | 87,7         |
| Wahlberechtigte                | Wahlberechtigte            | Wahlberechtigte   | 118.467     |             | 118.467      |              |
|                                |                            |                   |             |             |              |              |
| Quellen: Der Bundeswahlleiter, |                            |                   |             |             |              |              |

### Bundestagswahl 1965
| Kandidaten                     | Kandidaten                 | Parteien/Listen   | Erststimmen | Erststimmen | Zweitstimmen | Zweitstimmen |
| Kandidaten                     | Kandidaten                 | Parteien/Listen   | Stimmen     | %           | Stimmen      | %            |
| ------------------------------ | -------------------------- | ----------------- | ----------- | ----------- | ------------ | ------------ |
|                                | Rudolf Kaffkagewählt im WK | SPD               | 48.380      | 48,2        | 47.727       | 47,6         |
|                                | Ludwig Knobloch            | CDU               | 37.042      | 36,9        | 36.123       | 36,0         |
|                                | Fritz Schneider            | FDP               | 9.154       | 9,1         | 10.347       | 10,3         |
|                                | Kurt Otto                  | NPD               | 4.675       | 4,7         | 4.902        | 4,9          |
|                                | Karl Jakob Jockers         | DFU               | 1.082       | 1,1         | 1.193        | 1,2          |
|                                | −                          | AUD               | –           | –           | 57           | 0,1          |
| Gesamt                         | Gesamt                     | Gesamt            | 100.333     | 100         | 100.349      | 100          |
|                                |                            |                   |             |             |              |              |
| Ungültige Stimmen              | Ungültige Stimmen          | Ungültige Stimmen | 3.593       | 3,5         | 3.577        | 3,4          |
| Wähler                         | Wähler                     | Wähler            | 103.926     | 88,7        | 103.926      | 88,7         |
| Wahlberechtigte                | Wahlberechtigte            | Wahlberechtigte   | 117.184     |             | 117.184      |              |
|                                |                            |                   |             |             |              |              |
| Quellen: Der Bundeswahlleiter, |                            |                   |             |             |              |              |